# Tasha Cobbs Leonard
Tasha Cobbs Leonard (* 7. Juli 1981 als Natasha Tameika Cobbs in Jesup, Georgia) ist eine US-amerikanische Gospel-Sängerin.

## Leben und Wirken
Tasha Cobbs kommt aus einem religiösen Elternhaus und war seit ihrer Kindheit als Chorsängerin aktiv. 2010 veröffentlichte sie im Eigenverlag ihr Debütalbum Smile. Das Label EMI Gospel wurde auf sie aufmerksam und nahm sie unter Vertrag. Das Major-Debüt Grace konnte sich in den Charts platzieren.
2014 wurde sie für die beste Gospel-Performance mit dem Titel Break Every Chain mit dem Grammy ausgezeichnet.

## Diskografie

### Alben
- 2010: Smile
- 2013: Grace
- 2015: One Place Live
- 2017: Heart. Passion. Pursuit.
- 2018: Heart. Passion. Pursuit.: Live at Passion City Church
- 2019: Smile (Live)

### Singles (mit Auszeichnungen)
- 2013: Break Every Chain (Live) (US: Platin)
- 2013: For Your Glory (US: Gold)
- 2014: Grace
- 2015: Put a Praise On It (Live) (US: Gold)
- 2016: Fill Me Up / Overflow (Live) (US: Gold)
- 2017: You Know My Name (US: Platin)
- 2017: Your Spirit (feat. Kierra Sheard, US: Platin)
- 2017: Gracefully Broken (US: Gold)